# Copa América de 1999
A Copa América de 1999 foi a 39ª edição do torneio, disputada no Paraguai, durante os dias 29 de junho a 18 de julho daquele ano. A competição contou com a presença de 12 seleções (as dez da CONMEBOL, mais México e Japão como convidados).
Com aproveitamento de 100% (venceu todas as seis partidas que disputou) o Brasil foi a campeão do torneio. Foi a sexta vez que a seleção foi campeã da competição e a segunda vez seguida (faturou a anterior em 1997).
A competição é lembrada pelos três pênaltis perdido em uma única partida pelo argentino Martín Palermo, no jogo Argentina X Colômbia, na fase de grupos.

## Estádios
A competição foi realizada em quatro cidades diferentes. A capital Assunção contou com dois estádios durante a disputa, o que totalizou cinco estádios. A relação dos estádios está abaixo:
| Assunção                     | Assunção                    | Luque                     | Pedro Juan Caballero    | Ciudad del Este                |
| ---------------------------- | --------------------------- | ------------------------- | ----------------------- | ------------------------------ |
| Estádio Defensores del Chaco | Estádio General Pablo Rojas | Estádio Feliciano Cáceres | Monumental Río Parapití | Estádio Antonio Oddone Sarubbi |
| Capacidade: 36 000           | Capacidade: 32 910          | Capacidade: 25 000        | Capacidade: 30 000      | Capacidade: 28 000             |
|                              |                             |                           |                         |                                |

## Primeira fase
Nesta parte da competição, as doze seleções participantes da competição foram divididas em três grupos de quatro. Classificaram-se os dois primeiros de cada grupo e os dois melhores terceiros lugares para as quartas de final. Caso duas equipes terminem empatadas em números de pontos, são aplicados os seguintes critérios de desempate, pela ordem:
- Maior saldo de gols.
- Maior quantidade de gols marcados.
- Confronto direto entre as seleções empatadas.

Abaixo seguem a classificação e os resultados.

### Grupo A
| Pos. | Seleção  | P | J | V | E | D | GP | GC | SG |
| ---- | -------- | - | - | - | - | - | -- | -- | -- |
| 1    | Paraguai | 7 | 3 | 2 | 1 | 0 | 5  | 0  | +5 |
| 2    | Peru     | 6 | 3 | 2 | 0 | 1 | 4  | 3  | +1 |
| 3    | Bolívia  | 2 | 3 | 0 | 2 | 1 | 1  | 2  | –1 |
| 4    | Japão    | 1 | 3 | 0 | 1 | 2 | 3  | 8  | –5 |

| 29 de junho | Peru                             | 3 – 2     | Japão                | Defensores del Chaco, Assunção |
| 18:15       | Jorge Soto 70' · Holsen 74', 81' | Relatório | Lopes 6' · Miura 77' | Árbitro: ECU Byron Moreno      |

| 29 de junho | Paraguai | 0 – 0     | Bolívia | Defensores del Chaco, Assunção             |
| 21:15       |          | Relatório |         | Público: 43 000 Árbitro: CHI Mario Sánchez |

| 2 de julho | Peru       | 1 – 0     | Bolívia | Defensores del Chaco, Assunção |
| 19:05      | Zúñiga 87' | Relatório |         | Árbitro: VEN Luis Solórzano    |

| 2 de julho | Paraguai                               | 4 – 0     | Japão | Defensores del Chaco, Assunção |
| 21:05      | Benítez 18', 62' · Santa Cruz 40', 86' | Relatório |       | Árbitro: MEX Benito Archundia  |

| 5 de julho | Japão           | 1 – 1     | Bolívia        | Monumental Río Parapití, Pedro Juan Caballero |
| 19:05      | Lopes 75' (pen) | Relatório | E. Sánchez 52' | Árbitro: ECU Byron Moreno                     |

| 5 de julho | Paraguai       | 1 – 0     | Peru | Monumental Río Parapití, Pedro Juan Caballero |
| 21:05      | Santa Cruz 87' | Relatório |      | Árbitro: COL Óscar Ruiz                       |

### Grupo B
| Pos. | Seleção   | P | J | V | E | D | GP | GC | SG  |
| ---- | --------- | - | - | - | - | - | -- | -- | --- |
| 1    | Brasil    | 9 | 3 | 3 | 0 | 0 | 10 | 1  | +9  |
| 2    | México    | 6 | 3 | 2 | 0 | 1 | 5  | 3  | +2  |
| 3    | Chile     | 3 | 3 | 1 | 0 | 2 | 3  | 2  | +1  |
| 4    | Venezuela | 0 | 3 | 0 | 0 | 3 | 1  | 13 | –12 |

| 30 de junho | Chile | 0 – 1     | México        | Antonio Oddone Sarubbi, Ciudad del Este |
| 18:35       |       | Relatório | Hernández 58' | Árbitro: ARG Horacio Elizondo           |

| 30 de junho | Brasil                                                                           | 7 – 0     | Venezuela | Antonio Oddone Sarubbi, Ciudad del Este |
| 20:35       | Ronaldo 26', 63' · Emerson 40' · Amoroso 55', 82' · Ronaldinho 75' · Rivaldo 84' | Relatório |           | Árbitro: PAR Bonifacio Núñez            |

| 3 de julho | Brasil                 | 2 – 1     | México       | Antonio Oddone Sarubbi, Ciudad del Este |
| 15:05      | Amoroso 20' · Alex 45' | Relatório | Terrazas 74' | Árbitro: URU Gustavo Méndez             |

| 3 de julho | Chile                                    | 3 – 0     | Venezuela | Antonio Oddone Sarubbi, Ciudad del Este |
| 17:05      | Zamorano 5' · Sierra 21' · Tortolero 66' | Relatório |           | Árbitro: BOL Juan Luna                  |

| 6 de julho | México                         | 3 – 1     | Venezuela   | Antonio Oddone Sarubbi, Ciudad del Este |
| 18:35      | Blanco 21', 39' · Osorno 29' · | Relatório | Gabriel 72' | Árbitro: PAR Bonifacio Núñez            |

| 6 de julho | Brasil            | 1 – 0     | Chile | Antonio Oddone Sarubbi, Ciudad del Este |
| 20:35      | Ronaldo 36' (pen) | Relatório |       | Árbitro: ARG Horacio Elizondo           |

### Grupo C
| Pos. | Seleção   | P | J | V | E | D | GP | GC | SG |
| ---- | --------- | - | - | - | - | - | -- | -- | -- |
| 1    | Colômbia  | 9 | 3 | 3 | 0 | 0 | 6  | 1  | +5 |
| 2    | Argentina | 6 | 3 | 2 | 0 | 1 | 5  | 4  | +1 |
| 3    | Uruguai   | 3 | 3 | 1 | 0 | 2 | 2  | 4  | –2 |
| 4    | Equador   | 0 | 3 | 0 | 0 | 3 | 3  | 7  | –4 |

| 1 de julho | Uruguai | 0 – 1     | Colômbia   | Estádio General Pablo Rojas, Assunção |
| 19:05      |         | Relatório | Bonilla 6' | Árbitro: BRA Wilson de Souza Mendonça |

| 1 de julho | Argentina                      | 3 – 1     | Equador      | Estádio Feliciano Cáceres, Luque |
| 21:05      | Simeone 12' · Palermo 53', 61' | Relatório | Kaviedes 77' | Árbitro: PER Gilberto Hidalgo    |

| 4 de julho | Uruguai           | 2 – 1     | Equador      | Estádio Feliciano Cáceres, Luque |
| 15:05      | Zalayeta 72', 74' | Relatório | Kaviedes 78' | Árbitro: CHI Mario Sánchez       |

| 4 de julho | Argentina | 0 – 3     | Colômbia                                       | Estádio Feliciano Cáceres, Luque |
| 17:05      |           | Relatório | I. Córdoba 10' (pen) · Congo 79' · Montaño 87' | Árbitro: PAR Ubaldo Aquino       |

| 7 de julho | Colômbia                  | 2 – 1     | Equador      | Estádio Feliciano Cáceres, Luque |
| 19:05      | Morantes 36' · Ricard 39' | Relatório | Graziani 49' | Árbitro: JAP Masayoshi Okada     |

| 7 de julho | Argentina                      | 2 – 0     | Uruguai | Estádio Feliciano Cáceres, Luque |
| 21:05      | Kily González 1' · Palermo 56' | Relatório |         | Árbitro: PER Gilberto Hidalgo    |

## Fase final
|  | Quartas de final              | Quartas de final              |                        |        | Semifinais     | Semifinais     |  |  | Final                  | Final |
|  |                               |                               |                        |        |                |                |  |  |                        |       |
|  | 10 de julho - Assunção        |                               |                        |        |                |                |  |  |                        |       |
|  |                               |                               |                        |        |                |                |  |  |                        |       |
|  | Paraguai                      | 1 (3)                         |                        |        |                |                |  |  |                        |       |
|  | Paraguai                      | 1 (3)                         | 14 de julho - Assunção |        |                |                |  |  |                        |       |
|  | Uruguai                       | 1 (5)                         |                        |        |                |                |  |  |                        |       |
|  | Uruguai                       | 1 (5)                         | Uruguai                | 1 (5)  |                |                |  |  |                        |       |
|  | 11 de julho - Luque           |                               | Uruguai                | 1 (5)  |                |                |  |  |                        |       |
|  |                               | Chile                         | 1 (3)                  |        |                |                |  |  |                        |       |
|  | Colômbia                      | Chile                         | 1 (3)                  | 2      |                |                |  |  |                        |       |
|  | Colômbia                      |                               | 18 de julho - Assunção | 2      |                |                |  |  |                        |       |
|  | Chile                         | 3                             |                        |        |                |                |  |  |                        |       |
|  | Chile                         | 3                             | Uruguai                | 0      |                |                |  |  |                        |       |
|  | 10 de julho - Assunção        |                               | Uruguai                | 0      |                |                |  |  |                        |       |
|  |                               | Brasil                        | 3                      |        |                |                |  |  |                        |       |
|  | Peru                          | Brasil                        | 3                      | 3 (2)  |                |                |  |  |                        |       |
|  | Peru                          | 14 de julho - Ciudad del Este |                        | 3 (2)  |                |                |  |  |                        |       |
|  | México                        | 3 (4)                         |                        |        |                |                |  |  |                        |       |
|  | México                        | 3 (4)                         | México                 | 0      | Terceiro lugar | Terceiro lugar |  |  |                        |       |
|  | 11 de julho - Ciudad del Este |                               | México                 | 0      | Terceiro lugar | Terceiro lugar |  |  |                        |       |
|  |                               | Brasil                        | 2                      |        |                |                |  |  |                        |       |
|  | Brasil                        | Brasil                        | 2                      | 2      | Chile          | 1              |  |  |                        |       |
|  | Brasil                        |                               |                        | 2      | Chile          | 1              |  |  |                        |       |
|  | Argentina                     | 1                             |                        | México | 2              |                |  |  |                        |       |
|  | Argentina                     | 1                             |                        |        | 2              |                |  |  |                        |       |
|  |                               |                               |                        |        |                |                |  |  | 17 de julho - Assunção |       |
|  |                               |                               |                        |        |                |                |  |  |                        |       |

### Quartas de final
| 10 de julho   | Peru                                  | 3 – 3     | México                                 | Estádio Defensores del Chaco, Assunção                |
| 16:00 (UTC-3) | Palacios 5' · Pereda 15' · Solano 40' | Relatório | Hernández 29', 33' (pen) · Torrado 88' | Público: 43 000 Árbitro: BRA Wilson de Souza Mendonça |

|                                     |       | Penalidades                   |  |
| Solano Jorge Soto José Soto Reynoso | 2 – 4 | Suárez Terrazas García Zepeda |  |

| 10 de julho   | Paraguai    | 1 – 1     | Uruguai      | Estádio Defensores del Chaco, Assunção  |
| 18:30 (UTC-3) | Benítez 15' | Relatório | Zalayeta 65' | Público: 43 000 Árbitro: COL Oscar Ruíz |

|                              |       | Penalidades                                 |  |
| Acuña Gamarra Enciso Benítez | 3 – 5 | Fleurquin Guigou Alonso Zalayeta Magallanes |  |

| 11 de julho   | Colômbia                | 2 – 3     | Chile                         | Estádio Feliciano Cáceres, Luque |
| 15:00 (UTC-3) | Bolaño 7' · Bonilla 35' | Relatório | Reyes 25', 49' · Zamorano 64' | Árbitro: MEX Benito Archundia    |

| 11 de julho   | Brasil                    | 2 – 1     | Argentina | Estádio Antonio Oddone Sarubbi, Ciudad del Este |
| 18:10 (UTC-3) | Rivaldo 32' · Ronaldo 48' | Relatório | Sorín 11' | Árbitro: URU Gustavo Méndez                     |

### Semifinais
| 13 de julho | Uruguai   | 1 – 1     | Chile        | Estádio Defensores del Chaco, Assunção |
| 21:05       | Lembo 23' | Relatório | Zamorano 63' | Árbitro: PAR Ubaldo Aquino             |

|                                             |       | Penalidades               |  |
| Del Campo Guigou Alonso Zalayeta Magallanes | 5 – 3 | Vargas Aros Pizarro Reyes |  |

| 14 de julho | México | 0 – 2     | Brasil                    | Estádio Antonio Oddone Sarubbi, Ciudad del Este |
| 20:35       |        | Relatório | Amoroso 25' · Rivaldo 43' | Árbitro: EQU Byron Moreno                       |

### Disputa pelo terceiro lugar
| 17 de julho | Chile        | 1 – 2     | México                    | Estádio Defensores del Chaco, Assunção |
| 21:10       | Palacios 80' | Relatório | Palencia 26' · Zepeda 87' | Árbitro: ARG Horacio Elizondo          |

### Final
| 18 de julho | Uruguai | 0 – 3     | Brasil                         | Estádio Defensores del Chaco, Assunção  |
| 18:10       |         | Relatório | Rivaldo 20', 26' · Ronaldo 48' | Público: 43 000 Árbitro: COL Oscar Ruiz |

## Premiação
| Copa América de 1999        |
| Brasil                      |
| --------------------------- |
| BRASIL Campeão (6.º título) |

| Melhor Jogador |
| -------------- |
| BRA Rivaldo    |

### Classificação final
A classificação final é determinada através da fase em que a seleção alcançou e a sua pontuação, levando em conta os critérios de desempate.
| Pos.                            | Seleção   | Pts | J | V | E | D | GP | GC | SG  |
| ------------------------------- | --------- | --- | - | - | - | - | -- | -- | --- |
| Final                           |           |     |   |   |   |   |    |    |     |
| 1                               | Brasil    | 18  | 6 | 6 | 0 | 0 | 17 | 2  | +15 |
| 2                               | Uruguai   | 5   | 6 | 1 | 2 | 3 | 4  | 9  | –5  |
| Disputa pelo terceiro lugar     |           |     |   |   |   |   |    |    |     |
| 3                               | México    | 10  | 6 | 3 | 1 | 2 | 10 | 9  | +1  |
| 4                               | Chile     | 7   | 6 | 2 | 1 | 3 | 8  | 7  | +1  |
| Eliminados nas quartas de final |           |     |   |   |   |   |    |    |     |
| 5                               | Colômbia  | 9   | 6 | 3 | 0 | 1 | 8  | 4  | +2  |
| 6                               | Paraguai  | 8   | 6 | 2 | 2 | 0 | 6  | 1  | +5  |
| 7                               | Peru      | 7   | 6 | 2 | 1 | 1 | 7  | 6  | +1  |
| 8                               | Argentina | 6   | 6 | 2 | 0 | 2 | 6  | 6  | 0   |
| Eliminados na fase de grupos    |           |     |   |   |   |   |    |    |     |
| 9                               | Bolívia   | 2   | 3 | 0 | 2 | 1 | 1  | 2  | –1  |
| 10                              | Japão     | 1   | 3 | 0 | 1 | 2 | 3  | 8  | –5  |
| 11                              | Equador   | 0   | 3 | 0 | 0 | 3 | 3  | 7  | –4  |
| 12                              | Venezuela | 0   | 3 | 0 | 0 | 3 | 1  | 13 | –13 |

## Campanha do Brasil
O Brasil foi treinado por Vanderlei Luxemburgo. 

### Artilheiros
5 gols
- Rivaldo
- Ronaldo Nazário

4 gols
- Amoroso

1 gol
- Emerson
- Ronaldinho Gaúcho
- Alex

### Assistências
3 Assistências
- Zé Roberto

2 Assistências
- Cafu
- Emerson
- Ronaldo Nazário

1 Assistência
- Vampeta
- Roberto Carlos
- Alex
- Evanílson
- Flávio Conceição
- Rivaldo